# Owneq Yelqī-ye Soflá
Owneq Yelqī-ye Soflá (persiska: ونِق يِلقئ پائين, Ūneq Yelqī-ye Pā’īn, اونق یلقی سفلی) är en ort i Iran.   Den ligger i provinsen Golestan, i den norra delen av landet, 300 km nordost om huvudstaden Teheran. Antalet invånare är 448.
Terrängen runt Owneq Yelqī-ye Soflá är platt. Runt Owneq Yelqī-ye Soflá är det ganska tätbefolkat, med 139 invånare per kvadratkilometer. Närmaste större samhälle är Āq Qalā, 10,8 km väster om Owneq Yelqī-ye Soflá. Trakten runt Owneq Yelqī-ye Soflá består till största delen av jordbruksmark.